# John Shoop
John Shoop (geb. 1. August 1969 in Pittsburgh, Pennsylvania, USA) ist ein US-amerikanischer American-Football-Trainer. Er trainierte zwölf Jahre in der National Football League. In der Saison 2023 war er Head Coach der Munich Ravens.

## Karriere
Shoop wuchs in Oakmont, Pennsylvania, auf. In der High School spielte er Quarterback. Im College spielte er bei den Sewanee Tigers, mit denen er 1990 den Titel der College Athletic Conference (Division III) gewann.
Seine Trainerkarriere begann Shoop 1991 als Quarterback (QB) Coach am Dartmouth College. Von 1992 bis 1994 studierte er Erziehungswissenschaften an der Vanderbilt University, wo er mit einem Master abschloss.
Mit 25 Jahren begann Shoop seine Trainertätigkeit in der NFL. Bei den Carolina Panthers war er zwei Jahre offensive quality control assistant und zwei Jahre als Quarterback Coach tätig. 1999 wechselte er als QB Coach zu den Chicago Bears. Während der Saison 2000 wurde er zum Offensive Coordinator (OC) befördert und hatte das Amt bis 2003 inne.
2004 trainierte Shoop die QB der Tampa Bay Buccaneers. Bei den Oakland Raiders war er 2005 QB Coach, 2006 erst Tight End Coach und später OC.
Schließlich wechselte Shoop zum College Football. Von 2007 bis 2011 war er OC der North Carolina Tar Heels. Von 2012 bis 2015 war er OC und QB Coach der Purdue Boilermakers. Auf Grund seines Einsatzes für Spielerrechte im College Football wie dem Recht auf Namen, Bild und Darstellung (NIL) wurde er nicht mehr im College Football verpflichtet.
Nach längerer Krankheit war Shoop 2022 als Berater der Hamburg Sea Devils in der European League of Football (ELF) tätig. Für die Saison 2023 wurde Shoop als Head Coach der neuen ELF-Franchise Munich Ravens verpflichtet. Nach Saisonende gaben die Ravens bekannt, Shoops Vertrag als Head Coach für die kommende Saison nicht zu verlängern. In der Saison 2024 war er für Rhein Fire als Senior Offensive Assistant / Quarterbacks Coach tätig. Am 3. Oktober 2024 gab Nordic Storm bekannt, Shoop einen Zwei-Jahres-Vertrag als Head Coach zu geben.